# Камбс
Камбс (нем. Kambs) — община в Германии, в земле Мекленбург-Передняя Померания.
Входит в состав района Мюриц. Подчиняется управлению Рёбель-Мюриц.  Население составляет 265 человек (на 31 декабря 2006 года). Занимает площадь 13,95 км².